# Oreodera kawasae
Oreodera kawasae es una especie de escarabajo longicornio del género Oreodera, tribu Acrocinini, subfamilia Lamiinae. Fue descrita científicamente por Santos-Silva, Van Roie y Jocqué en 2021.
El período de vuelo ocurre durante los meses de junio, julio y agosto.

## Descripción
Mide 8,4-13,95 milímetros de longitud.

## Distribución
Se distribuye por Honduras.